# 貝亞口魚
貝亞口魚（學名：Catostomus conchos）為輻鰭魚綱鯉形目亞口魚科的其中一種，被IUCN列為易危保育類動物，分布於北美洲墨西哥淡水流域，棲息在底層水域，生活習性不明。 